# Kronshtadtsky (huyện)
Huyện Kronstadtsky (tiếng Nga: Кронштадтский район) là một huyện hành chính tự quản (raion), của Sankt-Peterburg, Nga. Huyện có diện tích ? kilômét vuông, dân số thời điểm ngày 1 tháng 1 năm 2000 là 44100 người. Trung tâm của huyện đóng ở Kronstadt.